# Черрі-Гроув Тауншип (округ Воррен, Пенсільванія)
Черрі-Гроув Тауншип (англ. Cherry Grove Township) — селище (англ. township) в США, в окрузі Воррен штату Пенсільванія. Населення — 174 особи (2020).

## Демографія
Згідно з переписом 2010 року, у селищі мешкало 216 осіб у 96 домогосподарствах у складі 68 родин. Було 356 помешкань
Расовий склад населення:
| - 97,7 % — білих - 1,9 % — чорних або афроамериканців |

До двох чи більше рас належало 0,5 %. Частка іспаномовних становила 2,3 % від усіх жителів.
За віковим діапазоном населення розподілялося таким чином: 19,0 % — особи молодші 18 років, 58,3 % — особи у віці 18—64 років, 22,7 % — особи у віці 65 років та старші. Медіана віку мешканця становила 50,5 року. На 100 осіб жіночої статі у селищі припадало 113,9 чоловіків;  на 100 жінок у віці від 18 років та старших — 110,8 чоловіків також старших 18 років.
Середній дохід на одне домашнє господарство  становив 36 728 доларів США (медіана — 30 625), а середній дохід на одну сім'ю — 42 638 доларів (медіана — 38 750). За межею бідності перебувало 19,5 % осіб, у тому числі 23,1 % дітей у віці до 18 років та 4,0 % осіб у віці 65 років та старших.
Цивільне працевлаштоване населення становило 64 особи. Основні галузі зайнятості: виробництво — 32,8 %, сільське господарство, лісництво, риболовля — 12,5 %, роздрібна торгівля — 9,4 %, транспорт — 7,8 %.